# Simone Michel
Simone Michel, Freifrau von Dungern (* 1965 in Mainsondheim) ist eine deutsche Klassische Archäologin. Sie ist Spezialistin für die antike Glyptik.

## Leben und Forschungen
Simone Michel studierte seit 1984 Klassische Archäologie, Kunstgeschichte, Ur- und Frühgeschichte sowie Ägyptologie  zunächst an der Universität Würzburg und dann an der Universität Hamburg, wo sie 1989 ihre Magisterprüfung ablegte. Danach sammelte sie im Rahmen des von der Deutschen Forschungsgemeinschaft geförderten Skythen/Thraker-Projektes am Archäologischen Institut der Universität Hamburg erste Erfahrungen in archäologischer Forschung. Von 1991 bis 1994 war Michel Promotionsstipendiatin und bearbeitete 1991/92 außerdem die magischen Gemmen des British Museum in London. 1994 wurde Simone Michel in Hamburg bei Peter Zazoff mit der Arbeit Der Fisch in der skythischen Kunst. Zur Deutung skythischer Bildinhalte promoviert. Daran schloss sich von 1995 bis 1997 ein Habilitationsstipendium der DFG an, das sie unter anderem mehrere Monate in die USA führte. Mit der Arbeit Die magischen Gemmen. Zu Bildern und Zauberformeln auf geschnittenen Steinen der Antike und Neuzeit habilitierte sie sich 1997 an der Universität Gießen und lehrte dort von 1998 bis 2020 als Privatdozentin im Fachbereich Klassische Archäologie. Zudem unterrichtete sie von 1999 bis 2009 Kunst- und Stilgeschichte an der Staatlichen Zeichenakademie Hanau. Von der Aby-Warburg-Stiftung wurde Michel 2000 der Hans-Reimer-Preis verliehen. Seit Anfang 2010 ist sie Leiterin des Museums Malerwinkelhaus in Marktbreit. Michel ist verheiratet mit dem Koch Alexander von Dungern.
Michel ist vor allem als Spezialistin für Glyptik, insbesondere die sogenannten magischen Gemmen bekannt und setzte so die durch Peter Zazoff geprägte Hamburger Tradition der Gemmenforschung fort. Sie forschte nicht nur zu antiken Originalen, sondern auch zu neuzeitlichen Nachschöpfungen und zur Geschichte der neuzeitlichen Gemmensammlungen.

## Schriften (Auswahl)
- Der Fisch in der skythischen Kunst. Zur Deutung skythischer Bildinhalte (= Europäische Hochschulschriften. Reihe 38: Archäologie. Band 52). Lang, Frankfurt u. a. 1995, ISBN 3-631-48081-4.
- Die magischen Gemmen im Britischen Museum. 2 Bände, British Museum Press, London 2001, ISBN 0-7141-2802-3.
- Bunte Steine – dunkle Bilder: „Magische Gemmen“ (= Schriften der Archäologischen Sammlung Freiburg. Band 5). Biering und Brinkmann, München 2001, ISBN 3-930609-29-0.
- Seele der Finsternis, Schutzgottheit und Schicksalsmacht. Der Pantheos auf Magischen Gemmen. In: Vorträge aus dem Warburg-Haus. Band 6, Akademie Verlag, Berlin 2002, ISBN 3-05-003768-7, S. 1–40.
- Die magischen Gemmen. Zu Bildern und Zauberformeln auf geschnittenen Steinen der Antike und Neuzeit (= Studien aus dem Warburg-Haus. Band 7). Akademie Verlag, Berlin 2004, ISBN 3-05-003849-7.
- Wände sprechen Bände. Sprüche für das Heim: gestickter Wandschmuck von einst und moderne Wandtattoos. Museum Malerwinkelhaus, Marktbreit 2016.